# Basket-ball aux Jeux africains
Cet article traite de l’épreuve à cinq. Pour la variante à trois, voir Basket-ball à trois aux Jeux africains.
Le basket-ball aux Jeux africains fait son apparition dès la première édition des Jeux africains, en 1965 à Brazzaville. Les équipes masculines d'Angola et d'Égypte et l’équipe féminine du Sénégal sont les plus titrées,. Les compétitions masculines et féminines ont depuis été régulièrement inscrites au programme des jeux,.
La dernière édition s'est déroulée lors des Jeux africains de 2015 à Brazzaville. Lors des edition suivante des Jeux africains la compétition est remplacer par du Basket-ball à trois.

## Histoire

### Première édition (1965)
Lors de la première édition des Jeux Africains, le tournoi masculin de basket-ball a été remporté par l'Égypte, une des puissances du basket-ball en Afrique, il remporte la médaille d'or face au Sénegal.
Le tournoi féminin de basket-ball a été remporté par les filles du Sénégal face à Madagascar, l'Égypte finit avec la médaille de bronze lors du tournoi.

## Palmarès

### Masculin
| Éd. | Année | Pays hôte    | Finale   | Finale | Finale        | Petite finale       | Petite finale | Petite finale |
| Éd. | Année | Pays hôte    | Champion | Score  | Deuxième      | Troisième           | Score         | Quatrième     |
| --- | ----- | ------------ | -------- | ------ | ------------- | ------------------- | ------------- | ------------- |
| 1re | 1965  | Brazzaville  | Égypte   | 52-49  | Sénégal       | République du Congo | 50-39         | Algérie       |
| 2e  | 1973  | Lagos        | Tunisie  | 74-54  | Cameroun      | Égypte              | -             | Sénégal       |
| 3e  | 1978  | Alger        | Sénégal  | 87-83  | Côte d'Ivoire | Tunisie             | 76-75         | Algérie       |
| 4e  | 1987  | Nairobi      | Angola   | 79-65  | Sénégal       | Côte d'Ivoire       | 92-83         | Kenya         |
| 5e  | 1991  | Le Caire     | Égypte   | 91-82  | Centrafrique  | Sénégal             | -             |               |
| 6e  | 1995  | Harare       | Égypte   | 92-64  | Mali          | Nigeria             | -             | Angola        |
| 7e  | 1999  | Johannesburg | Égypte   | -      | Angola        | Nigeria             | -             | Cameroun      |
| 8e  | 2003  | Abuja        | Angola   | -      | Sénégal       | Nigeria             | -             | Côte d'Ivoire |
| 9e  | 2007  | Alger        | Angola   | 56-50  | Égypte        | Nigeria             | 83-67         | Mali          |
| 10e | 2011  | Maputo       | Nigeria  | 62-57  | Mozambique    | Angola              | 74-58         | Algérie       |
| 11e | 2015  | Brazzaville  | Angola   | 83-73  | Égypte        | Nigeria             | 57-55         | Mali          |

### Féminin
| Éd. | Année | Pays hôte    | Finale     | Finale | Finale     | Petite finale | Petite finale | Petite finale             |
| Éd. | Année | Pays hôte    | Champion   | Score  | Deuxième   | Troisième     | Score         | Quatrième                 |
| --- | ----- | ------------ | ---------- | ------ | ---------- | ------------- | ------------- | ------------------------- |
| 1re | 1965  | Brazzaville  | Sénégal    | 37-31  | Madagascar | Égypte        | -             | République centrafricaine |
| 2e  | 1973  | Lagos        | Sénégal    | 52-43  | Madagascar | Égypte        | -             | Togo                      |
| 3e  | 1978  | Alger        | Sénégal    | -      | Cameroun   | Nigeria       | -             | Tunisie                   |
| 4e  | 1987  | Nairobi      | Zaïre      | 88-45  | Angola     | Sénégal       | 68-57         | Mozambique                |
| 5e  | 1991  | Le Caire     | Mozambique | 75-67  | Sénégal    | Zaïre         | -             | Tunisie                   |
| 6e  | 1995  | Harare       | Sénégal    | 90-58  | Mozambique | Égypte        | 84-82         | Nigeria                   |
| 7e  | 1999  | Johannesburg | Sénégal    | -      | RD Congo   | Nigeria       | -             | Tunisie                   |
| 8e  | 2003  | Abuja        | Nigeria    | -      | RD Congo   | Sénégal       | -             | Angola                    |
| 9e  | 2007  | Alger        | Sénégal    | 60-46  | Nigeria    | Angola        | 53-43         | Mozambique                |
| 10e | 2011  | Maputo       | Sénégal    | 64-57  | Angola     | Nigeria       | 72-69         | Mozambique                |
| 11e | 2015  | Brazzaville  | Mali       | 73-57  | Nigeria    | Angola        | 53-42         | Sénégal                   |